# Saint-Germain-sous-Doue
Saint-Germain-sous-Doue is een gemeente in het Franse departement Seine-et-Marne (regio Île-de-France) en telt 382 inwoners (1999). De plaats maakt deel uit van het arrondissement Provins.

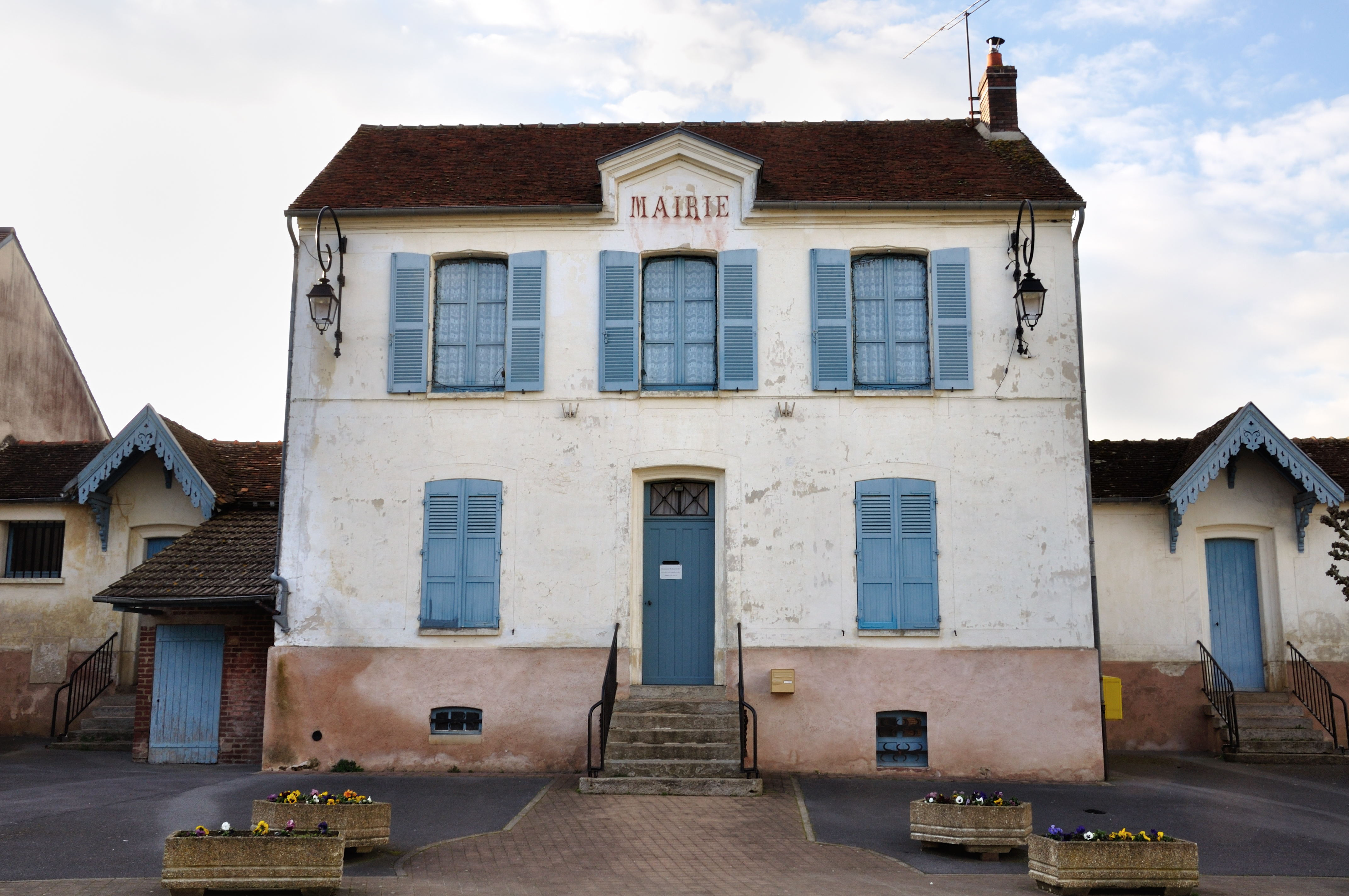
Gemeentehuis
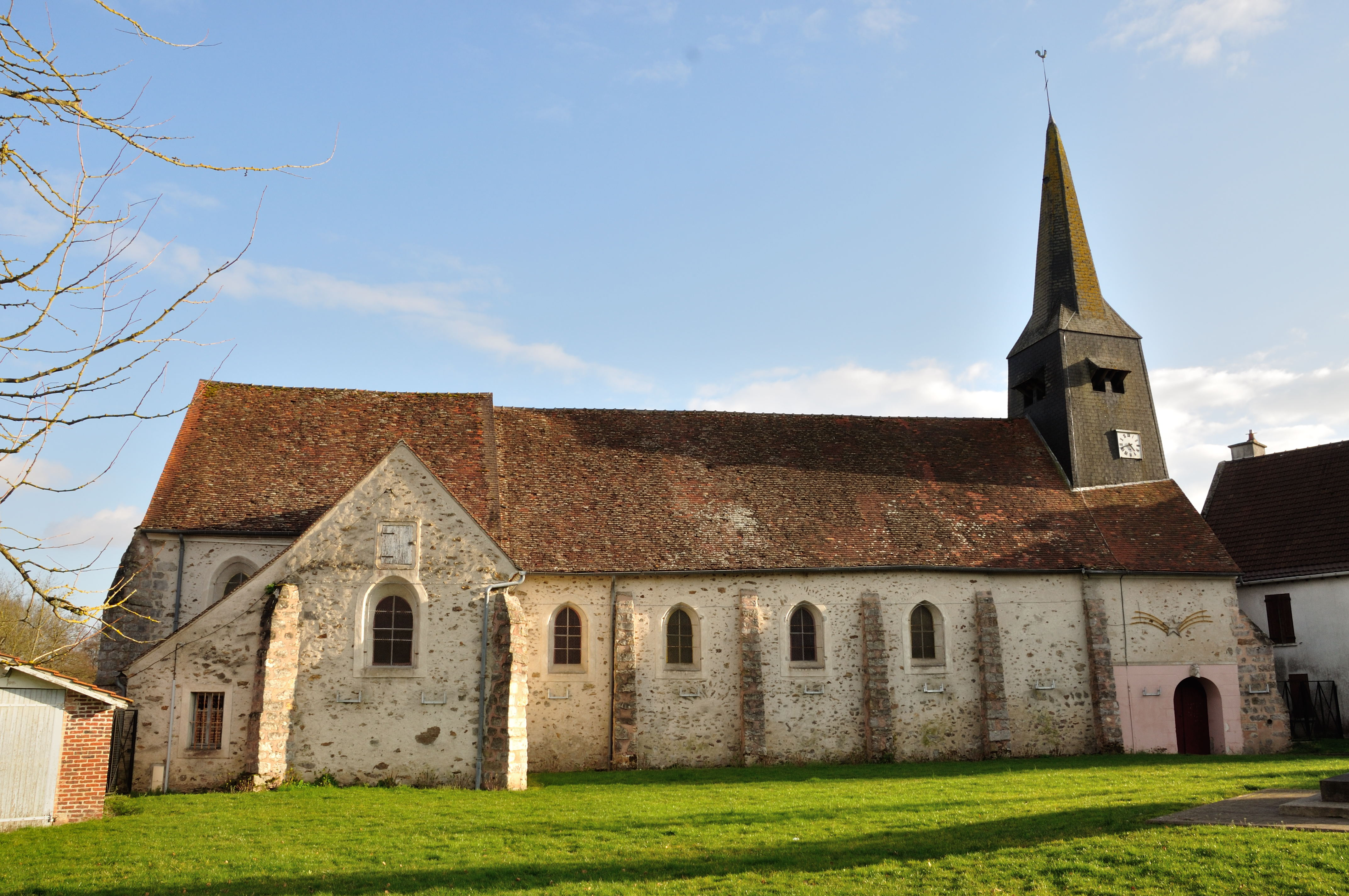
Kerk van Saint-Germain-sous-Doue

## Geografie
De oppervlakte van Saint-Germain-sous-Doue bedraagt 10,1 km², de bevolkingsdichtheid is 37,8 inwoners per km².
De onderstaande kaart toont de ligging van Saint-Germain-sous-Doue met de belangrijkste infrastructuur en aangrenzende gemeenten.

## Demografie
Onderstaande figuur toont het verloop van het inwonertal (bron: INSEE-tellingen).